# 阿尔梅里亚日报
阿尔梅里亚日报（西班牙語：El Diario de Almería）是西班牙阿尔梅里亚市的一份当地报纸，也是安达卢西亚自治区的主要日报之一。

## 历史
该报由霍利集团创刊于2007年11月11日，创刊名《阿尔梅里亚新闻》（Almería Actualidad），有时也被称作《阿尔梅里亚报》（El Almería）:588。
2010年，该报平均每日发行量为3,072份:610。